# Mohammed ben Abderrahmane
Moulay Mohammed ben Abderrahmane dit ultérieurement Mohammed IV  (arabe : محمد الرابع) né à Fès vers 1810 et mort le 11 septembre 1873 à Fès, est un sultan du Maroc (1859-1873) de la dynastie alaouite.

## Biographie
Il est le fils du sultan Abderrahmane ben Hicham et de son épouse la princesse Lalla Halima bint Slimane. Il se distingue par sa relative passivité lors de la guerre avec l'Espagne qui se termine en 1860. Les Espagnols lui imposent de lourdes indemnités financières au titre de réparation et ils obtiennent Tétouan en 1862. Sous son règne, le Maroc entre de plain-pied dans l'ère de l'ingérence occidentale. Il meurt à Fès le 16 septembre 1873, laissant le pouvoir à son fils Moulay Hassan.
Il est un monarque ouvert aux sciences et au progrès, et dans cette optique, il s'intéresse lui-même aux mathématiques, à la géométrie, à l'astronomie, à la poésie, à la musique ou encore à la logistique. Il étudie les Éléments d'Euclide et fait traduire de nombreux ouvrages scientifiques, comme des livres sur la géométrie d'Adrien-Marie Legendre, d'Isaac Newton et Jérôme de Lalande en astronomie, avant de se mettre lui-même au travail et d'élaborer un instrument pour calculer exactement les heures en fonction des différents astres, qui est en même temps baromètre, altimètre et horloge, afin de ne pas se tromper sur les heures de prières.